# Melchior Ulrich

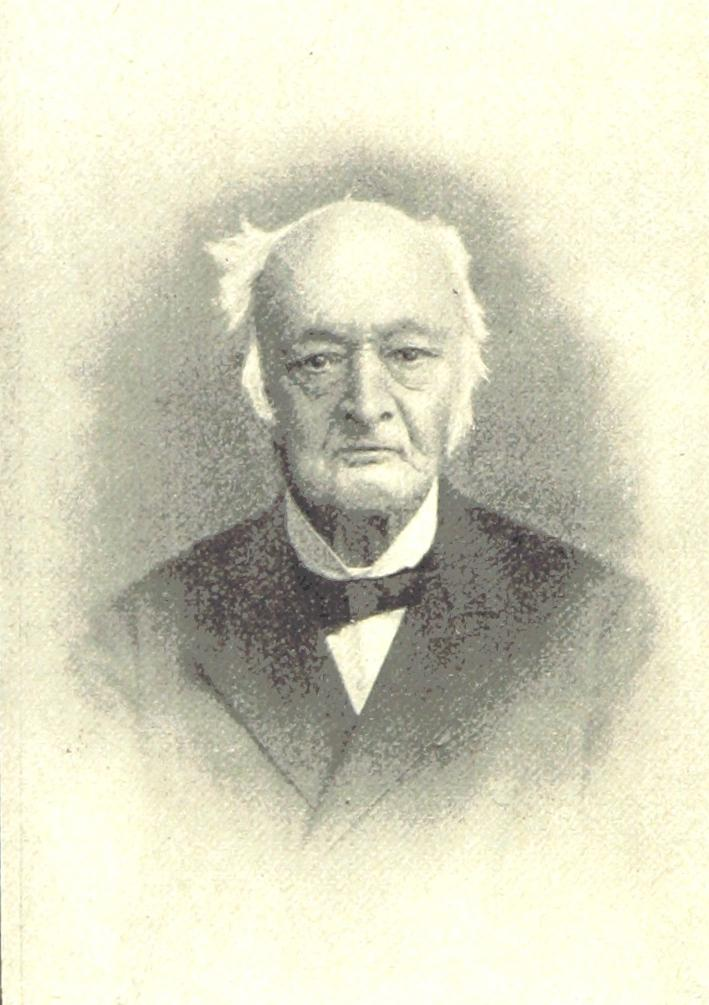
Melchior Ulrich

Melchior Ulrich (* 24. April 1802 in Zürich; † 22. Juli 1893 ebenda) war ein Schweizer Alpinist und ein reformierter Theologe.

## Leben
Nachdem Ulrich sein Studium erfolgreich mit einer Promotion abgeschlossen hatte, habilitierte er sich 1833 an der Universität Zürich. Nach einigen Jahren als Privatdozent berief man Ulrich 1837 zum a.o. Prof. der Exegese an die Universität Zürich. Diese Stellung hatte er bis 1856 inne.
In den Jahren 1842 bis 1856 betraute man ihn mit der Leitung der Zürcher Hülfsgesellschaft. In den Jahren 1861 bis 1893 stand er dieser Gesellschaft erneut vor. Die Sparkasse der Stadt Zürich leitete Ulrich in den Jahren 1849 bis 1854 und fünf Jahre später nochmals von 1861 bis 1893.
Ulrich war 1863 einer der Mitbegründer des Schweizer Alpen-Clubs, dem er in den Jahren 1867 bis 1869 als Zentralpräsident vorstand. 1884 ernannte ihn die Sektion Uto zum Ehrenmitglied.
Am 13. August 1854 gelang ihm die Erstbegehung der Guppenwand am Vrenelisgärtli zusammen mit den Glarner Bergführern Johann Madutz, Niklaus Zweifel und dem Berner Alpinisten Gottlieb Studer. Es war gleichzeitig die Zweitbesteigung dieses Gipfels. Ein Jahr zuvor war ihm mit Studer und mehreren Begleitern die Drittbesteigung des Tödi von Norden gelungen.
Im Alter von 91 Jahren starb Melchior Ulrich am 22. Juli 1893 in Zürich. Ihm zu Ehren wurde das Ulrichshorn im Wallis westlich des Saastals benannt. Die Erstbesteigung erfolgte am 10. August 1848 durch Melchior Ulrich, J.-J. Imseng, Franz Andermatten, Johann Madutz, Stephan Biner und Matthäus Zum Taugwald.

## Werke
- Die Ersteigung des Glärnisch, Zürcher und Furrer, Zürich 1855.
- Die Ersteigung des Tödi, Friedrich Schultheiss, Zürich 1859.
- Berg- und Gletscherfahrten, (1.1859 - 2.1869).